# دانتي بون
دانتي بون (بالهولندية: Dante Boon)‏ هو ملحن هولندي، ولد في 15 يوليو 1973 في هارلم في هولندا.

## وصلات خارجية
- دانتي بون على موقع ميوزك برينز (الإنجليزية)
- دانتي بون على موقع ديسكوغز (الإنجليزية)
- الموقع الرسمي